# U-489
| U-489                      | U-489                                    | U-489                                    |
| -------------------------- | ---------------------------------------- | ---------------------------------------- |
|                            |                                          |                                          |
|                            |                                          |                                          |
|                            |                                          |                                          |
| Під прапором               | Третій рейх                              | Третій рейх                              |
| Спуск на воду              | 24 грудня 1942 року                      | 24 грудня 1942 року                      |
| Виведений зі складу флоту  | 4 серпня 1943 року                       | 4 серпня 1943 року                       |
| Сучасний статус            | затоплений                               | затоплений                               |
| Проєкт                     |                                          |                                          |
| Тип ПЧ                     | Підводний човен забезпечення             | Підводний човен забезпечення             |
| Основні характеристики     |                                          |                                          |
| Швидкість (надводна)       | 14,9 вузлів                              | 14,9 вузлів                              |
| Швидкість (підводна)       | 6,2 вузлів                               | 6,2 вузлів                               |
| Гранична глибина занурення | 240 м                                    | 240 м                                    |
| Екіпаж                     | 53 особи                                 | 53 особи                                 |
| Розміри                    |                                          |                                          |
| Довжина найбільша (по КВЛ) | 67,1 м                                   | 67,1 м                                   |
| Ширина корпусу найб.       | 9,4 м                                    | 9,4 м                                    |
| Висота                     | 11,7 м                                   | 11,7 м                                   |
| Середня осадка (по КВЛ)    | 6,5 м                                    | 6,5 м                                    |
| Водотоннажність надводна   | 1668 т                                   | 1668 т                                   |
| Озброєння                  |                                          |                                          |
| Артилерія                  | одна 37-мм та одна 20-мм зенітна гармата | одна 37-мм та одна 20-мм зенітна гармата |
| Торпедно- мінне озброєння  | 4 торпеди                                | 4 торпеди                                |

U-489 — німецький підводний човен типу XIV, часів Другої світової війни.
Замовлення на будівництво човна було віддане 17 липня 1941 року. Човен був закладений на верфі «F. Krupp Germaniawerft AG» у місті Кіль 28 січня 1942 року під заводським номером 558, спущений на воду 24 грудня 1942 року, 8 березня 1943 року увійшов до складу 4-ї флотилії. За час служби також перебував у складі 12-ї флотилії. Єдиним командиром човна був оберлейтенант-цур-зее резерву Адальберт Шмандт.
Човен зробив 1 похід із забезпечення бойових підводних човнів.
Потоплений 4 серпня 1943 року в Північній Атлантиці південно-східніше Ісландії (61°11′ пн. ш. 14°38′ зх. д. / 61.183° пн. ш. 14.633° зх. д.) канадським «Сандерлендом». 1 член екіпажу загинув, 53 врятовані.